# Liste der Baudenkmäler in Pfatter
Auf dieser Seite sind die Baudenkmäler in der Oberpfälzer Gemeinde Pfatter zusammengestellt. Diese Tabelle ist eine Teilliste der Liste der Baudenkmäler in Bayern. Grundlage ist die Bayerische Denkmalliste, die auf Basis des Bayerischen Denkmalschutzgesetzes vom 1. Oktober 1973 erstmals erstellt wurde und seither durch das Bayerische Landesamt für Denkmalpflege geführt wird. Die folgenden Angaben ersetzen nicht die rechtsverbindliche Auskunft der Denkmalschutzbehörde.

## Baudenkmäler nach Ortsteilen

### Pfatter
| Lage                          | Objekt                              | Beschreibung | Akten-Nr.     | Bild                                |
| ----------------------------- | ----------------------------------- | --- | ------------- | ----------------------------------- |
| Haidauer Straße 12 (Standort) | Ehemaliges Gasthaus                 | zweigeschossiger und giebelständiger Bau mit Vorschussmauer und flachem Satteldach, 17./18. Jahrhundert                                                                               | D-3-75-183-1  | Ehemaliges Gasthaus                 |
| Haidauer Straße 25 (Standort) | Kath. Pfarrkirche Mariä Himmelfahrt | Saalbau mit eingezogenem Chor, abgewalmtem Satteldach, Westturm mit Zwiebelhaube, 15. Jahrhundert, im 18. Jahrhundert verändert; mit Ausstattung; Friedhofsmauer, 17./18. Jahrhundert | D-3-75-183-2  | weitere Bilder                      |
| Haidauer Straße 35 (Standort) | Wohnhaus                            | zweigeschossiger und traufständiger Halbwalmdachbau mit Anbau, bezeichnet 1753 | D-3-75-183-3  | BW                                  |
| Kapellenweg 3 ()              | Wegkapelle                          | giebelständiger Satteldachbau mit Stichbogentür, 19. Jahrhundert | D-3-75-183-4  | Wegkapelle                          |
| Marktplatz (Standort)         | Kriegerdenkmal für 1866 und 1870/71 | Obelisk auf Inschriftsockel mit Wappenkartusche, und Kugeln, Kalkstein, bezeichnet 1901                                                                                               | D-3-75-183-29 | Kriegerdenkmal für 1866 und 1870/71 |
| Marktplatz 5 ()               | Gasthaus                            | zweigeschossiger Walmdachbau mit Aufzugsgaube, korbbogigem Portal und profilierten Rahmungen, 17./18. Jahrhundert                                                                     | D-3-75-183-5  | Gasthaus                            |
| Nikolastraße 23 (Standort)    | Kath. Nebenkirche St. Nikolaus      | Saalbau mit eingezogenem Chor, Flankenturm mit Zwiebelhaube und Putzgliederungen, um 1600; mit Ausstattung                                                                            | D-3-75-183-6  | Kath. Nebenkirche St. Nikolaus      |
| Wallnerstraße 11 (Standort)   | Stadel                              | traufständiger Satteldachbau, Bruchstein, Belüftungsöffnungen mit Backsteinrahmungen, Mitte 19. Jahrhundert                                                                           | D-3-75-183-8  | BW                                  |

### Geisling
| Lage                             | Objekt                         | Beschreibung | Akten-Nr.     | Bild                |
| -------------------------------- | ------------------------------ | --- | ------------- | ------------------- |
| Hauptstraße 49 (Standort)        | Ehemaliges Gasthaus            | zweigeschossiger und giebelständiger Halbwalmdachbau mit korbbogigem Eingang, Ende 18. Jahrhundert | D-3-75-183-9  | Ehemaliges Gasthaus |
| Schulweg 1 (Standort)            | Bauernhaus                     | eingeschossiger und giebelständiger Satteldachbau mit Zwerchhaus und Vorschussgiebel, bezeichnet 1687 | D-3-75-183-12 | Bauernhaus          |
| Schulweg 2, 4 (Standort)         | Pfarrhaus                      | zweigeschossiger und giebelständiger Mansarddachbau mit Halbwalm, 2. Hälfte 18. Jahrhundert; Pfarrstadel, giebelständiger und verbretterter Ständerbau mit Halbwalmdach, 19. Jahrhundert                                                             | D-3-75-183-13 | Pfarrhaus           |
| Schulweg 3 (Standort)            | Kath. Pfarrkirche Mariä Geburt | Saalbau mit eingezogenem Chor, Westturm mit Zwiebelhaube und Laterne, Putzgliederungen, im Kern gotisch, Westturm 1724; Kath. Kapelle St. Ursula, Saalbau mit eingezogener Apsis, 1365; mit Ausstattung; Friedhofsmauer, Mischmauerwerk, wohl barock | D-3-75-183-14 | weitere Bilder      |
| Sankt-Ursula-Straße 2 (Standort) | Wegkapelle Hl. Dreifaltigkeit  | giebelständiges offenes Gehäuse mit Satteldach und Dachüberstand, 18. Jahrhundert, 1825 renoviert | D-3-75-183-10 | weitere Bilder      |
| Auf dem Hart (Standort)          | Wegkapelle                     | traufständiger Satteldachbau mit Vorplatz, 1901 | D-3-75-183-15 | BW                  |

### Gmünd
| Lage                | Objekt                          | Beschreibung | Akten-Nr.     | Bild           |
| ------------------- | ------------------------------- | --- | ------------- | -------------- |
| Gmünd 12 (Standort) | Dorfkapelle                     | giebelständiger Satteldachbau mit Vorplatz und Giebeldachreiter, 19. Jahrhundert; mit Ausstattung                                           | D-3-75-183-19 | Dorfkapelle    |
| Gmünd 48 (Standort) | Kath. Expositurkirche St. Georg | Saalbau mit eingezogenem Chor, Westturm und Zwiebelhaube, Putzgliederungen und Vorzeichen, 17. Jahrhundert, Turm romanisch; mit Ausstattung | D-3-75-183-17 | weitere Bilder |
| In Gmünd (Standort) | Steinkreuz                      | griechische Form mit verbreitertem Fuß, Sandstein, wohl nachmittelalterlich                                                                 | D-3-75-183-18 | BW             |
| In Gmünd (Standort) | Steinkreuz                      | lateinische Form mit verbreitertem Fuß, Sandstein, wohl nachmittelalterlich                                                                 | D-3-75-183-28 | BW             |

### Griesau
| Lage                  | Objekt                         | Beschreibung                                                                                                 | Akten-Nr.     | Bild           |
| --------------------- | ------------------------------ | --- | ------------- | -------------- |
| Dorfstraße (Standort) | Kath. Nebenkirche St. Leonhard | Saalbau mit eingezogener Apsis und abgewalmtem Satteldach, Schweifgiebel und verschindeltem Dachreiter, 1749 | D-3-75-183-20 | weitere Bilder |

### Herfurth
| Lage                                   | Objekt                         | Beschreibung                                                                                   | Akten-Nr.     | Bild |
| -------------------------------------- | ------------------------------ | ---------------------------------------------------------------------------------------------- | ------------- | ---- |
| Johannisgraben; Kirchenbach (Standort) | Brücke, sogenannte Römerbrücke | zweibogige Brücke über den Johannisgraben, Sandsteinquader, bezeichnet 1679, stark restauriert | D-3-75-183-21 | BW   |

### Irling
| Lage                | Objekt   | Beschreibung                                                                                             | Akten-Nr.     | Bild |
| ------------------- | -------- | --- | ------------- | ---- |
| Irling 3 (Standort) | Wohnhaus | zweigeschossiger und giebelständiger Satteldachbau, 18. Jahrhundert mit Putzfassade des 19. Jahrhunderts | D-3-75-183-23 | BW   |

### Johannishof
| Lage                          | Objekt                                                | Beschreibung | Akten-Nr.     | Bild       |
| ----------------------------- | ----------------------------------------------------- | --- | ------------- | ---------- |
| Sankt Johann 1 (Standort)     | Ehemaliges Gutshaus                                   | zweigeschossiger und giebelständiger Schopfwalmdachbau mit segmentbogigen Fenstern, 18./19. Jahrhundert, im Kern mittelalterlich; gegenüber Stadel, verbretterte Ständerkonstruktion, Satteldach mit Holzschindeldeckung, frühes 19. Jahrhundert | D-3-75-183-24 | BW         |
| Sankt Johann 2, Mitterfeld () | Ehemaliges Jagdhaus der Grafen von und zu Lerchenfeld | zweigeschossiger und L-förmiger Massivbau mit Mezzaningeschoss und vorgezogenen Satteldächern, hölzernen Fensterläden und Giebelbalkonen, Eingangsrisalit mit Vorbau und rundbogiger Haustür, Landhausstil, 1897; Auffahrtsallee mit Ahornbäumen | D-3-75-183-30 |            |
| Holzfeld (Standort)           | Wegkapelle                                            | Walmdachbau mit Vordach auf Säulen, 18. Jahrhundert | D-3-75-183-25 | Wegkapelle |

### Maiszant
| Lage                   | Objekt     | Beschreibung                                                                                                   | Akten-Nr.     | Bild       |
| ---------------------- | ---------- | --- | ------------- | ---------- |
| In Maiszant (Standort) | Hofkapelle | giebelständiger Saalbau mit Krüppelwalm, Vordach auf Säulen und Türmchen mit Zwiebelhaube und Laterne, um 1930 | D-3-75-183-26 | Hofkapelle |

### Seppenhausen
| Lage                      | Objekt   | Beschreibung | Akten-Nr.     | Bild     |
| ------------------------- | -------- | --- | ------------- | -------- |
| Seppenhausen 2 (Standort) | Gutshaus | zweigeschossiger Walmdachbau, 1563, umgebaut 1609; vier Grenzsteine mit Regensburger Wappen, Kalkstein, 17./18. Jahrhundert, einer bezeichnet 1768 | D-3-75-183-27 | Gutshaus |